# Sequestro de navegador
Um sequestro de navegador (em inglês, browser hijacking) é a modificação não autorizada das configurações de um navegador por um malware, a fim de inserir anúncios indesejados no navegador do usuário. Um navegador sequestrado pode ter sua Página Inicial, página de erro ou página de busca alteradas. O objetivo principal dos malwares de sequestro é direcionar acessos a um website em particular, de modo a aumentar a renda através de propagandas. Alguns malwares também contêm Spywares: eles instalam um software de keylogging para coletar informações de login em bancos e e-mails. Além disso, podem ainda danificar arquivos do Windows, por vezes permanentemente.
Muitos programas de 'hijacking' estão inseridos em pacotes junto a outros mais conhecidos, sem informação alguma de sua função ou de como desinstalá-los. Ou seja, tudo é preparado de forma a se tornar confuso para o usuário comum, que acaba enganado e instala programas indesejados.

## Características
É um tipo de vírus que tem por objetivo a alteração das principais configurações do navegador. Quando instalado, altera a home page e os mecanismos de busca, exibe anúncios em sites legítimos e redireciona a vítima para sites maliciosos, que podem conter exploits ou outras pragas digitais.

## Exemplos

### Ask Toolbar
Ask Toolbar foi amplamente utilizado em conjunto com o instalador do Oracle Java SE e foi criticado, pois os usuários deveriam lembrar-se de desmarcar manualmente sua instalação.
Isso foi grave especialmente na Dinamarca, onde o sistema de assinatura digital NemID, até 2015, dependia do Java instalado por parte do usuário, fazendo com que a maioria dos computadores com Windows estivessem vulneráveis ao Ask Toolbar.

### CoolWebSearch
CoolWebSearch (abreviado para CWS) foi um dos primeiros malwares de sequestro de navegadores. Ele redirecionava o usuário ao motor de busca malicioso CoolWebSearch, que mostrava links patrocinados. Como a maioria dos softwares Antivírus era incapaz de remover CWS e similares, Merijn Bellekom desenvolveu HijackThis, um programa que detecta adwares, spywares, malwares, trojans, worms e rootkits.

## Prevenção
Usuários que mantém o navegador atualizado estão menos propensos a infecções desse tipo.